# 옥루
옥루(玉漏)는 조선시대의 천상시계(天象時計)이며 자동 물시계의 하나이다. 장영실이 1438년(세종 20년) 1월에 완성하여 경복궁 천추전(千秋殿) 서쪽에 흠경각(欽敬閣)을 지어 설치하였다. 그 구조는 다음과 같았다고 김돈(金墩)의 흠경각기(欽敬閣記)에 기록하였다.
흠경각 안에 호지(糊紙)로 높이 7척 가량의 산을 만들고 옥루의 기륜(機輪)을 설치하여 물을 떨어뜨려 회전케 하였다. 금(金)으로 크기가 탄환(彈丸)만한 태양의 모형을 만들었는데, 오운(五雲)이 에워싸고 산허리 위로 지나간다. 태양은 1일 1주(周)하며 태양의 모형 아래에는 옥녀(玉女) 4인이 있는데 손에 금방울을 들고 구름을 타고 4방에 서 있다가 인시(寅時), 묘시(卯時), 진시(辰時)의 초정(初正)에는 동쪽에 있는 옥녀가 금방울을 흔들어 시각을 알린다…….

옥루는 소송(蘇頌)의 천문시계에서 보이는 워터휠(water wheel)을 기륜(機輪)으로 한 동력(動力)에, 13세기 전후한 중세 아라비아 물시계들의 하나의 유형과도 같았던 인형에 의한 시보장치(時報裝置)를 조선화(朝鮮化)하여 가미(加味)하였고, 거기다가 태양의 모형을 덧붙여서 천상시계화한 것이라고 할 수 있다. 장영실의 옥루는 명종 초에 경복궁 실화(失火)로 불타 없어졌다가, 1553년(명종 8년)에 박민헌(朴民南犬), 박영(朴詠) 등이 다시 만들기 시작하여 다음해 8월에 완성하였다.